# Laurent Madouas
Laurent Madouas, nacido el 8 de febrero de 1967 en Rennes, es un antiguo ciclista francés. 

## Biografía
Subcampeón amateur de la prueba en ruta de Francia en 1988, Laurent Madouas se convirtió en profesional en 1989 con el equipo Z-Peugeot. En 1991, corrió para el equipo Toshiba y después fichó en 1992 por el equipo Castorama de Cyrille Guimard. En 1995, después de que Armand De Las Cuevas se fracturase la clavícula, se convirtió en el líder de su equipo en el Giro de Italia 1995 donde fue 12.º en la general final, después en el Tour de Francia terminó en la misma posición. En esta carrera, se consagró en la montaña terminando segundo en Guzet-Neige por detrás de Marco Pantani y delante del vencedor del Tour Miguel Induráin, y quinto en Alpe d'Huez, por detrás de Pantani, Induráin, Alex Zülle y Bjarne Riis. A finales de esta temporada el equipo Castorama desapareció. Madouas se unió al equipo americano Motorola. Consiguió la cuarta plaza en la Lieja-Bastogne-Lieja. En 1996 Laurent Madouas ficha por el equipo belga Lotto a las órdenes de su director Jean-Luc Vandenbroucke quién había tenido esperanzas de haberle contratado un año atrás. En 1999, se une al equipo Festina con el cual hace sus últimas tres temporadas.
Su hijo, Valentin Madouas, es también ciclista profesional.

## Palmarés
1993
- 1 etapa del Circuito de la Sarthe

1994
- G. P. Cholet-Pays de Loire

1995
- 3.º en el Campeonato de Francia en Ruta

1999
- 1 etapa de la Dauphiné Libéré

## Resultados en grandes vueltas
| Carrera | Carrera         | 1988 | 1989 | 1990 | 1991 | 1992 | 1993 | 1994 | 1995 | 1996 | 1997 | 1998 | 1999 | 2000 | 2001 |
| ------- | --------------- | ---- | ---- | ---- | ---- | ---- | ---- | ---- | ---- | ---- | ---- | ---- | ---- | ---- | ---- |
|         | Giro de Italia  | —    | —    | —    | —    | —    | 34.º | 27.º | 12.º | —    | —    | —    | —    | —    | —    |
|         | Tour de Francia | —    | —    | —    | —    | —    | 22.º | Ab.  | 12.º | 23.º | 25.º | 22.º | 44.º | 35.º | —    |
|         | Vuelta a España | —    | —    | —    | —    | —    | —    | —    | —    | —    | F.c. | —    | —    | —    | —    |

—: no participa

Ab.: abandono